# 星野めみ
星野 めみ（ほしの めみ）は、東京都大森出身。日本の漫画家であり薬剤師でもある。

## 人物
9月29日生まれのA型。1975年、『週刊マーガレット』（集英社）増刊号に掲載の「セントヘレナのケーキ屋さん」でデビュー。同誌や『BE・LOVE』（講談社）他のレディースコミック誌で活躍。代表作に『え～カミさんを一席』『新・夢ホテル』『アリス動物病院診察絵日記』など。趣味は観劇、落語、ミステリー読み。ファンクラブに入会するほど氷川きよしのファンであり、犬好きでもある。
薬剤師の経歴は共立薬科大学卒業。実家が薬局であり、薬剤師として店にいることもある。

## エピソード

### 2015年
2015年年末は氷川きよしの通常コンサート、大阪フェスティバルホール。クリスマスコンサート、東京国際フォーラムAホームの総動員可数満員で歓喜した話。クリスマスコンサートの翌年のコンサートの雛型になる上に、コンセプト沢山詰まっているという。オープニングは、赤頭付き歌舞伎の連獅子の衣装で登場。『男花』『御免』を歌い上げた後、司会者の西寄ひがしのMC、その間に衣装変え。白波五人男の弁天男にふんして、番傘片手に『弁天小僧』の歌詞「女にしたい～」は、衣装込みで大歓喜だった。2016年の通常コンサートは、ウェスタ川越。満員だったと語っていた。新曲『みれん心』が、オリコン総合初登場2位。カラオケでも歌いやすそうな上に、初動45000枚の快進撃だと言う。しかしながら近年のCDの売り方に対して、10枚買ったら、サイン。握手券など、枚数を釣り上げる風潮を何とかならないかと苦言を出した。自身は、本当は家族に1枚が理想だが、3バージョンの場合、カップリングの曲が聞きたいので3枚買う。後は、姉の分。これが限界だと述べていた。順位や枚数を上げる為にCDを買う事は資金が尽きたら、崩壊する事を挙げてる。CD業界が沈下している昨今、1番知恵を搾らないといけないのは、レコード会社だと言う事を述べていた。

### 2016年
2016年。妹と一緒に初めて氷川のコンサート遠征を2回した話。1回目は奈良、2回目は名古屋。特に名古屋はファンクラブ限定のツーショット撮影会があった。去年から全国各地で催されていたが、今年の名古屋で一区切りするそうである。去年は東京開催日にエントリーしたが落選している。今年は東京を第1希望、名古屋を第2希望にしたら名古屋の方が当たった。妹も名古屋に当たった上に3部に分けて行われる撮影会では姉妹共々1部。しかし妹は星野と一緒ではなく30番先の順番だった。氷川が前日が埼玉県戸田市でNHK『新・BS日本のうた』SPの収録や前後にコンサート、TV、ラジオ出演とハードスケジュールなのに元気に『Jewel』『へっちゃらマンボ』の生歌披露している。妹は『Jewel』を聞いた時、メロメロになったと言う。ツーショット撮影会の感想はありとあらゆる言葉で褒めまくるほど素敵だったと語っている。次に芝公園で行われた2日間昼夜コンサートに行った。更に『みれん心』のD、E、F盤のリリースイベント。愛知、大阪、東京、川崎へ行っている。ラゾーナ川崎サイドから記録的動員数告げられて歓喜している。『みれん心』の売り上げが125000枚以上になった事に喜んでいた。しかしCD1枚買って握手をする事はしていません。ツーショット撮影時にもCDは売らない。トップ演歌歌手としての心意気が潔い！D、E、F盤を発売する事に悩まされたと思う。基本的にCDは1人に1枚と言う方だと信じていると推論を語っている。CD業界はITによってかなり厳しい状況。氷川に頼らざるをえないでしょうと言う推論後。出版業界も厳しい状況だと明かしている。2017年ではレコード会社は知恵を絞り、古い因習を捨てて新しいやり方を頑張って欲しいと述べている。最後に氷川、司会者の西寄、スタッフ方々にエールを送っている。更にこの後盛岡、大阪、東京のコンサートに参りますと語っていた。

### 2017年
2016年、紅白歌合戦で氷川が熊本城の中継。震災の後、修復していない城の前で『白雲の城』を歌い上げた姿に妹込みで感激しまくった話から始まった。そして氷川は休み無く1月に「氷川きよしコンサートツアー、日本全国 歌の渡り鳥Part2」がはじまり、3月に新曲『男の絶唱』A、B、C盤がオリコンウィークリー総合初登場3位、9月に『男の絶唱』D、E、F盤がオリコンウィークリー総合2位で20万枚の大ヒット。アルバムも2枚発売し、2枚ともオリコンウィークリー総合トップ10入り。アニメ『ドラゴンボール超』の主題歌が配信で500ダウンロード超え、オリコンウィークリー総合5位と讃えた。NHKの「ラジオ深夜便」の歌でGReeeeNの作詞作曲した『碧し』も歌唱。この曲は2017年で星野自身が1番好きな歌だと述べている。6月の明治座1ヶ月の座長公演『きよしのねずみ小僧』43公園全て満員。2018年10月にも明治座1ヶ月公演も決まっていると言う。『思い出のメロディー』の司会に抜擢。平和の思いを込めて美空ひばりの『一本の鉛筆』を歌唱。他に大阪の新歌舞伎座で昼夜1日満席の公演、第20回日本有線大賞を受賞と目が回るスケジュールなのでファンも嬉しい悲鳴だということを語っていた。11月末の大阪のフェスティバルホール昼夜4公演が通常コンサートの最後で丁度100公演。明治座の公演を入れると143公演。動員数、約25万人。デビューからのコンサート数は、まもなく3000回になると語っていた。このスケジュールに星野は氷川を凄いと讃えていた。一方星野自身は、明治座を12回。遠征は宇治、水戸、山形、大阪。ツーショット撮影会は落選。握手会は妹込みで当たり。氷川の両手を取りあった時、かなり幸せだったと述べていた。通常コンサートと演歌まつり等は約30回参加。司会者・西寄ひがしのトークライブには3回。非常に忙しかったと語っている。この後、ディナーショー、レコード大賞、紅白歌合戦に行くと言う。2018年も、まだまだ行く事を公言していた。

### 2018年
氷川のファン歴8年、ファンをやっていると1年が滅茶苦茶早く過ぎる上に、ここ2年加速しているという。テレビ出演が多い為、録画のハードディスクの容量のどんどん減る、嬉しい悲鳴だと語っている。今年の勝負曲は『勝負の花道』。20万超えのロングヒットになり、演歌部門では2018年度の売り上げ第1位。氷川とファンの皆様頑張った!と語っている。2018年、演歌まつり、明治座座長公演、クリスマスコンサート、ディナーショーを含めて、38回もコンサートに行ってしまったと明かしている。何処に行っても超満員だったと驚愕していたという。1月、8月に珍しく握手会が当たり、妹と参加。1000人クラスの握手会なので、1人3秒だとスタッフから言われた。しかし、前に並んでいる人が長かったりすると、1人、1秒になったりと言う事もあり、妹が焦りまくる星野を冷静に見てくれたので有難かったと語っている。初めの握手会の時は氷川の目しか覚えていなかった。2018年時には漸く全身を覚えるようになったと、語っている。自身が一番好きなのは、通常コンサート。今年のオープニングは、津軽三味線で、アルバム収録曲『じょんから挽歌』。袴姿で凛と立つ氷川に雪が舞い散る中、まるで紅白歌合戦のトリみたいに歌う氷川に格段に上手いと称賛。演歌を堪能させた後、軽快なリズム歌謡。この時の宝塚風のマタドール姿に絶賛。更にアニメソングも歌ったと言う。他に会場の席が良いと嬉しいが、隣の方が良い方だと、またとても楽しいと語っている。一回だけ最前列席が当選し、お隣の人も良い人で、キャーキャーと見ていたら、氷川が星野のいる方向にニッコリと笑みをした後、大きな目に感激し、それ以降の記憶が無いほどぶっ飛んだと述べている。コンサートのラストは『きよしのズンドコ節』でいつも大盛りで終演を迎え「あ～あ終わっちゃた」と皆でため息、「またどこかの会場で!」と別れます。それ故に、仲の良いきよ友とコンサートを見る時は本当に楽しいと述べていた。10月の明治座1ヶ月座長公演は、40公演。自身は9回行ったと言う。氷川の初の若衆姿に感激し、今回5万4千人を動員した上に連日の大入り、立ち見が出る程、大盛況な上に、入場列が明治座を一周していた事に、驚愕していたと述べていた。2019年、氷川の20周年コンサートは武道館、7月11日～12日の2日間、3公演において、皆で「おめでとう!!」と言いたいと語ってた。

## 作品リスト
公式には表記されていないが、作品の題名が異なる同キャラクター登場の連載作品に関しては、分類別として「○○シリーズ」と記述する。

### 少女漫画
- セントヘレナのケーキ屋さん （1975年、週刊マーガレット増刊号、集英社）デビュー作
- 星空1号館 （1976年、週刊マーガレット）
- リンゴひとつ物語
- 記念樹
- 3月のピーターパン （1977年、週刊マーガレット）
- 太鼓がドンドン （1977年、週刊マーガレット）
- 夢物語さん （1977年、週刊マーガレット）
- マッチのお弁当箱  （1978年、週刊マーガレット）
- 雪色クレヨン1ダース （1978年、週刊マーガレット）
- ユッコの夢追い船 （1978年、週刊マーガレット）
- きこえますか愛！ （1978年、週刊マーガレット）
- エドウィンさんの子守唄 （1978年、週刊マーガレット）
  - アッキ（※オムニバス題名）
  - ひふみ（※オムニバス題名）
  - ちひろ（※オムニバス題名）
- 笑って!殿下
- かくれんぼシリーズ
  - かくれんぼ手帳
  - かくれんぼLOVE[10] （1979年、週刊マーガレット）
  - かくれんぼキッス （1979年 - 1981年、週刊マーガレット）
- ノボとニンジン先生 （1980年、週刊マーガレット）
- 私はピアノ
- エリントン家の奇跡 （1982年、週刊マーガレット）
- おとなりの明智先生 （1983年、週刊マーガレット）
- おとなりの東くん （1983年 - 1984年、週刊マーガレット）
- りんこ親衛隊
- 秘密のリリアス
- おまたせ美彦くん
- Darling!!シリーズ
  - Darling!!
  - メヌエット
- きのこホテル日記
- 虹の時間のルカ
- 菜々いろの瞳
- 五月の贈り物
- 霊界から来た少年
- 暗闇のシンフォニー

### レディース漫画

#### 短編
- 夏祭り夫婦漫才
- 乙姫の春
- 恋はMrs,ドーナッツ
- せつ子さんちの古時計
- クリスマスの真珠
- レディス・カツ丼・ジェントルメン
- 夕鶴恋まとい
- 愛しのGREEN GROCER
- 引っ越しセンター金太郎
- おやこ小町捕物帖
- 花嫁坂
- せつない探偵
- クリスマスパイ物語
- 星子のおじさま （1990年、BE・LOVEブライダル、講談社）
- 星影のテラス （1990年、BE・LOVEブライダル）
- 夢子さんのカレーライス （1990年、BE・LOVEブライダル）
- おむすびパラダイス （1991年、BE・LOVEブライダル）
- ウェディング イン ザ レイン （1991年、BE・LOVEブライダル）
- ときめき珈琲館 （1991年、BE・LOVEパフェ）
- 君に着せたいウェディングドレス （1992年、BE・LOVEブライダル）
- 野の花の花嫁 （1992年、BE・LOVEブライダル）
- 足ながおじさんの赤い靴 （1992年、BE・LOVEパフェ）
- オムライスより愛をこめて （1992年、BE・LOVEブライダル）
- 聖パンプキン物語 （1993年、BE・LOVEブライダル）
- 天使が街にやってきた （1994年、BE・LOVEブライダル）
- 危険なあなたに紅いバラ （1994年、BE・LOVEブライダル）
- 花子さん お茶！ （1994年、BE・LOVEブライダル）
- メリーさんちのクリスマス （1994年、BE・LOVEブライダル）
- 春うらら （1995年、BE・LOVEブライダル）
- ホワイト・シチュー物語
- ケーキ畑のプリンセス
- Happy Newままこさん （1997年、BE・LOVEブライダル）
- 不思議屋だより〜オムレツ天使〜
- 男前やでパパ
- 花婿募集
- 純情かぐや姫
- ケーキ畑のプリンセス
- 乙姫の春
- せつない探偵
- 君はおめでたい花嫁 （1999年、BE・LOVEパフェ）
- シンデレラ伝説
- 春を待つウサギ （1999年、BE・LOVEパフェ）
- 合言葉はパパとママ （1999年、BE・LOVEパフェ）
- おそうじ人走る （1999年、BE・LOVEパフェ）
- あなたは花形オムコさん （2001年、Silky、白泉社）

#### 連載、読み切り連載

##### 2話以上4話以内作品
- 舞ダーリン
- 林檎の秘密 （1995年 - 1996年、BE・LOVEブライダル）
- さえ子さんの縁側物語 （1996年、BE・LOVEブライダル）

##### 1巻もの
- ロマンスシリーズ[注 2]
  - 三日月ロマンス （1994年、BE・LOVEブライダル）
  - 満月ロマンス （1994年、BE・LOVEブライダル）
  - 薔薇色ロマンス （1995年、BE・LOVEブライダル）
  - 月光ロマンス （1996年、BE・LOVEブライダル）
- うちのカミ様
- 栗子さんちシリーズ
  - 栗子さんちのオルゴール （1995年、BE・LOVEブライダル）
  - 栗子さんちのお弁当 （1995年、BE・LOVEブライダル）
  - 栗子さんちの秋祭り （1996年、BE・LOVEブライダル）
- 家族のメロディー （1999年 - 2000年、BE・LOVEパフェ）
- クマさんのやさしい手 （1996年、BE・LOVEブライダル）
- チョコさんの彼氏 （1997年、BE・LOVEブライダル）
- おべんと殿下 （1997年、BE・LOVEブライダル）
- マリアと茶・チャ・チャ！！
- 人形館物語 （1998年、BE・LOVEブライダル）
  - 第1話 おかえりチーズ（※オムニバス題名）
  - 第2話 9月の「いちま」さん（※オムニバス題名）
  - 第3話 10月のピエロ（※オムニバス題名）
  - 第4話 11月のテディ・ベア（※オムニバス題名）
- 花より明治堂
- 「花のや」でございます （2004年 - 2005年、BE・LOVE）
- 私はいい人ではありません!!（2008年 - 不明、デジールSP）
- ハルちゃんの恋歌 （2007年 - 2008年、BE・LOVE）
- 春*奈ころりん（2011年12月号-2012年12月号、JOURすてきな主婦たち、双葉社、監修・林家彦いち）
- ボスは不機嫌な探偵（2013年8月号 - 2014年12月号、JOURすてきな主婦たち、双葉社、「特集・事件です![注 3]」「特集・子供を守る[注 4]」の個別作品としての参加[注 5]）
- ルリさんの不思議なアパート（2020年5月号 - 2021年1月号、JOURすてきな主婦たち、双葉社）

##### 2巻もの
- 桜町4丁目ものがたり
- 花言葉の恋 湯の花橋純情（2005年 - 不明、デジール、デジールSP、秋田書店）
  - かおり湯の花（※オムニバス題名）
  - 姫ヒオウギの約束（※オムニバス題名）
  - キッチン螢（※オムニバス題名）
  - 面影のシオン（※オムニバス題名）
  - 仔犬とドレス（※オムニバス題名）
  - 後ろ姿のカクテル（※オムニバス題名）
  - Dr.スイートピー（※オムニバス題名）
  - ミモザ写真館（※オムニバス題名）
- キャサリン、巫女です!!（アイディア協力・林家彦いち[11][注 6]、2008年 - 不明、サクラ愛の物語、メディアックス、初の単行本は竹書房より2014年4月28日に発売。初の税込8%込みの完全新刊本でもある。）
  - キャサリン、巫女です!!2（不明-2013年2月号、海王社、最高の主婦たち、初の単行本は竹書房から2014年5月30日発売。）
- アリス動物病院診察絵日記（監修、クローバー動物病院、蜷川圭。2011年、ウーマン劇場、竹書房）
  - アリス動物病院 診察絵日記2[12]（2012年 - 2013年、ウーマン劇場、竹書房）
- すずなり動物ハウス（2018年5月号 - 2020年1月号 、JOURすてきな主婦たち）

##### 3巻以上
- 大黒屋本舗シリーズ
  - 花ざかり大黒屋本舗 （1999年 - 2011、JOURすてきな主婦たち、双葉社）
  - 梨絵さんのささやかな夢 （2002年、JOURすてきな主婦たち）
- 夢ホテルシリーズ
  - 夢ホテル（さくら 愛の物語、あおば出版～宙出版[注 7]）
  - 新・夢ホテル[13]
  - 夢ホテルへようこそ[13]（2012 、宙出版、幸せな結婚と15の感動クライマックス2012年10月号[注 8]、2巻以降、不明 - 2014年、幸せな結婚[14]、15の感動クライマックススペシャル[15]、15の感動クライマックス[15]）
- 一席シリーズ（監修・林家彦いち）
  - え〜カミさんを一席 （2000年 - 連載中、BE・LOVEパフェ[注 9]）
    - え〜カミさんを一席 特別番外編（※漫画文庫版）

  - 帰ってきたえ〜カミさんを一席 （2003年 - 2005年、BE・LOVE、BE・LOVEパフェ大人が泣けるラブストーリー、講談社）
  - 如春亭にようこそ[注 10] （2006年 - 2007年、BE・LOVE）
  - 毎度!え〜カミさんを一席 （2010年-不明 この作品から宙出版の発行となる。この出版社からの未収録4作品込みの単行本以降、2010年同社「幸せな結婚」12月号から連載再開となったが[16]。同雑誌が休刊になったと同時に連載は終わった。）
- 動物ER ワンコはワンコ （2015年2月号 -2018年1月号、JOURすてきな主婦たち、双葉社）

## 再版
販売終了している作品が多い。

### あおば出版
- 夢ホテル（ポケット版）- 全9巻。
- 結婚協奏曲pockets 
  - 「うちのカミ様」が収録。

### 宙出版
- マリアと茶・チャ・チャ！！
- クマさんのやさしい手
  - 「野の花の花嫁」が収録。

### 講談社
- 新12の結婚物語 （他の作者と合同） - 全6巻。
- 星野めみ傑作集（講談社漫画文庫）- 全4巻。
- りんこ親衛隊  （講談社漫画文庫）- 全3巻。

### 集英社
- かくれんぼキッス （集英社文庫―コミック版） - 全2巻。

### スコラ
- 舞ダーリン

### 竹書房
- チョコさんの彼氏
- 家族のメロディー
- 花婿募集
  - 「乙姫の春」「夏祭り夫婦漫才」「おそうじ人走る」が収録。
- 栗子さんちのオルゴール
- 恋はMrs,ドーナッツ
  - 「春うらら」「不思議屋だより〜オムレツ天使〜」「あしながおじさんの赤い靴」が収録。
- 菜々いろの瞳
  - 「Darling!!」「暗闇のシンフォニー」が収録。
- シンデレラ伝説
  - 「ホワイト・シチュー物語」「レディス・カツ丼・ジェントルメン」「霊界から来た少年」が収録。
- 男前やでパパ
  - 「林檎の秘密」「ケーキ畑のプリンセス」が収録。
- 花嫁坂
  - 「Happy Newままこさん」「純情かぐや姫」「夢子さんのカレーライス」が収録。
- 5月の贈り物
  - 「オムライスより愛をこめて」「引っ越しセンター金太郎」「せつ子さんちの古時計」が収録。
- さえ子さんの縁側物語
  - 「花子さん お茶！」「愛しのGREEN GROCER」が収録。
- 合言葉はパパとママ
  - 「舞ダーリン」1～3を収録。
- 薔薇色ロマンス[注 2]
- 笑って!殿下（1～3巻まで販売した。レディースコミックからの再録）
  - 笑って!殿下 青春編
  - 笑って!殿下2 愛情編
  - 笑って!殿下3 友情編
- 人形館物語
- 聖パンプキン物語
  - 「春を待つウサギ」「天使が街にやってきた」「夕鶴恋まとい」が収録。
- 星影のテラス
  - 「危険なあなたに紅いバラ」「メヌエット」が収録。

## その他
完全保存版大好きだった! 少女マンガ70年代篇
- 双葉社、2014年7月23日、オフィスJ.B 編集、ISBN 4575454605
- 「作家&作品リスト」に『記念樹』をメインに1970年代の作品が紹介された。